# 吉野小一郎
吉野 小一郎（よしの こいちろう、1879年（明治12年）5月1日 - 1948年（昭和23年）6月20日）は、大正から昭和時代前期の政治家、実業家。衆議院議員。神奈川県津久井郡吉野町長。

## 経歴
吉野十郎の長男として神奈川県津久井郡吉野駅（吉野町、藤野町、相模原市を経て現同市緑区吉野）に生まれ、1900年（明治33年）12月、家督を相続する。学習院から第一高等学校を経て、1906年（明治39年）東京帝国大学法科大学政治科を卒業し、台湾銀行に入行。同行秘書課勤務・助役補を務めた。
1931年（昭和6年）奉天にて事業を興し、満州中央銀行の創立に関わり、奥地開発や日満経済の連携に尽くした。また、醸造酒販売会社を設立し日本酒の中国進出を行った。中国の済南や青島にも土地を買い入れ盛隆を極めた。
1920年（大正9年）5月の第14回衆議院議員総選挙では神奈川県第5区から立憲政友会所属で出馬し当選。衆議院議員を1期務めた。ほか、日本興業銀行行員、台湾銀行調査課長、同庶務課長、同秘書課長、東洋拓殖会社奉天支店長、奉天商業会議所会頭、哈爾濱取引所長、八王子醸造工業、昭和商会、興亜醸造各取締役、日本合金監査役を歴任した。
敗戦により海外資産を失った後は、残った資財で東京に帝国繊維株式会社を設立した。また、1946年（昭和21年）4月から1947年（昭和22年）3月まで郷里の吉野町長を務めた。墓所は相模原市緑区吉野の浄光寺。

## 親族
- 父：吉野十郎（津久井郡長）[3]